# Britt Eckerstrom
Britt Eckerstrom (Rockville, 28 de mayo de 1993) es una exfutbolista estadounidense. Jugaba como portera y su último equipo fue el Portland Thorns FC de la National Women's Soccer League (NWSL). Anteriormente jugó para el Western New York Flash.

## Trayectoria
En octubre de 2017, Eckerstrom fue cedida al club australiano Newcastle Jets para la temporada 2017-18 de la W-League, junto con las estadounidenses Katie Stengel, Tori Huster y Arin Gilliland.
El 19 de enero de 2021, anunció su retiro del fútbol en su cuenta de Instagram.

## Estadísticas

### Clubes
| Club                      | País           | Año         |
| ------------------------- | -------------- | ----------- |
| Western New York Flash    | Estados Unidos | 2016        |
| Portland Thorns FC        | Estados Unidos | 2017 - 2021 |
| Newcastle Jets (préstamo) | Australia      | 2017 - 2019 |

## Distinciones
| Distinción | Evento                  | Año  |
| ---------- | ----------------------- | ---- |
| Mejor Once | NWSL Challenge Cup 2020 | 2020 |